# لودوفيتش أجورك
لودوفيتش أجورك (مواليد 25 فبراير 1994) هو لاعب كرة قدم فرنسي يلعب في مركز الهجوم في نادي ستراسبورغ.